# Bovinocultura

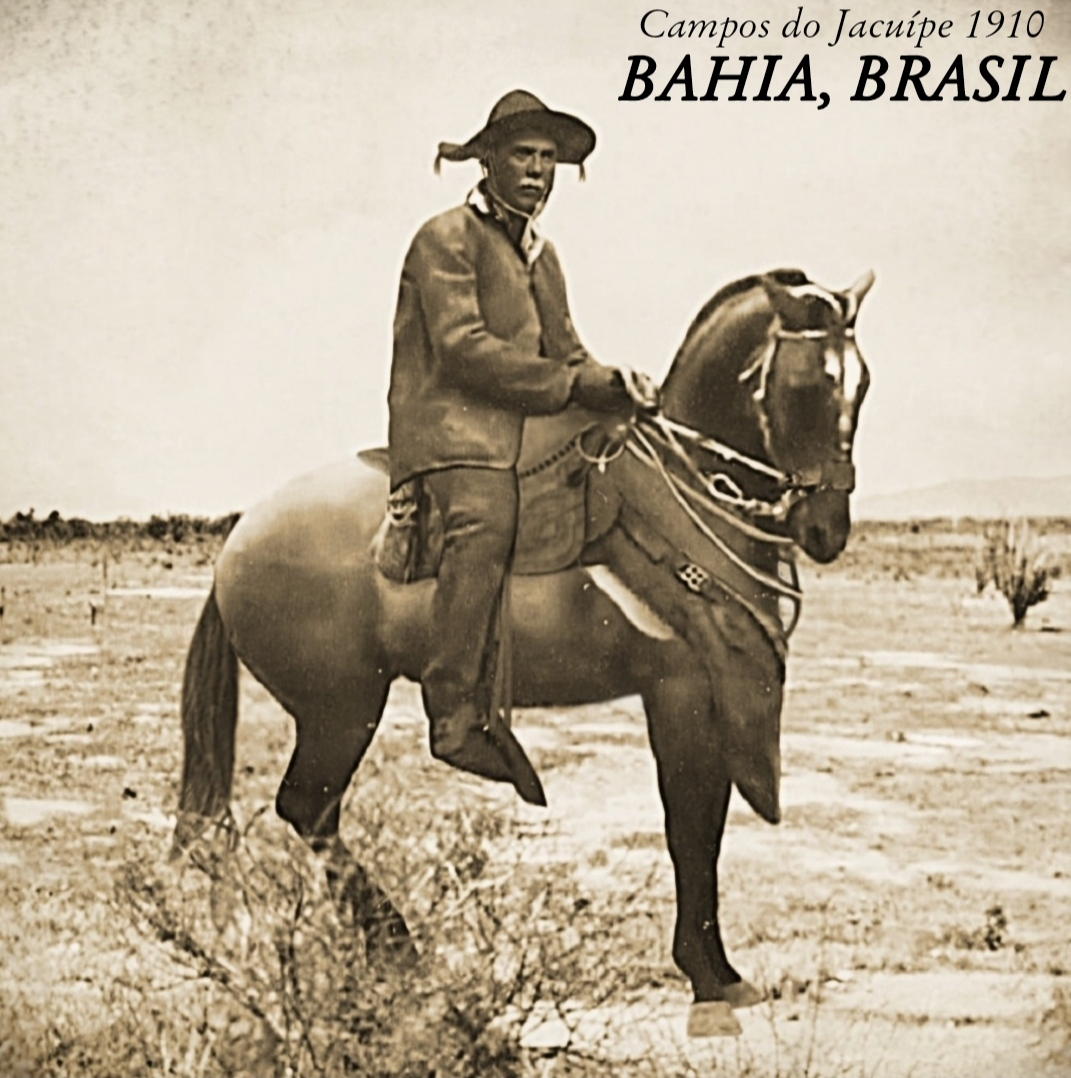
Vaqueiro Brasileiro, o protagonista responsável por manter a Bovinocultura.

Bovinocultura é área da Zootecnia que trata das técnicas para a criação de bovinos.
A bovinocultura tem múltiplas finalidades dentro da produção de matérias primas e trabalho. Embora restrito nos dias atuais, no passado o trabalho bovino foi fundamental nos transportes (tração de carros e montaria), na lavoura (tração de implementos agrícolas, como o arado) e no lazer (tauromaquia grega e egípcia, a tourada ibérica, o rodeio moderno).
Além da carne, do leite e do couro, o boi fornece ainda outras matérias primas como os fâneros, ossos e vísceras. Também no passado o estrume foi considerado fundamental para adubação dos campos agricultáveis.
Como atividade econômica a bovinocultura se insere na pecuária, a principal delas em muitos países, e como ciência se desenvolve dentro das universidades, institutos de pesquisas e entre os zootecnistas que a praticam no campo.
A bovinocultura, como arte de criar, demanda conhecimento do bovino e do seu ambiente criatório. Portanto  necessário, por um lado, conhecer sua reprodução, suas características raciais, seu comportamento e suas necessidades nutricionais. Por outro lado é preciso saber manejar as pastagens, sua principal fonte de alimentação; as doenças que os atacam e como preveni-las e conhecer as construções e instalações para manter bovinos.
Ao final de 2005 a bovinocultura brasileira era praticada em quatro milhões de propriedades rurais, envolvendo 200 milhões de cabeças, 28 milhões das quais foram abatidas em frigoríficos oficiais para consumo interno e exportação e mais cerca de 10 milhões tiveram outro tipo de abate (38 milhões foi o número de peles bovinas processadas nos curtumes brasileiros). Neste mesmo ano o Brasil se tornou o maior produtor (8,5 milhões de toneladas de carcaças) e maior exportador de carne bovina. A produção de leite comercializado sob supervisão oficial foi de 16 milhões de litros. Em 2014 essa quantia chegou a marca de 35,2 bilhões de litros.
Os maiores produtores brasileiros são os estados de Mato Grosso do Sul e Minas Gerais.

## Mundialmente
Em 2015 os EUA apresentaram a maior produção de leite, com 93,5 mil t e rebanho de 9,2 milhões de cabeças, o que lhe confere o maior índice de produtividade média por vaca, de 10 150 litros/vaca/ano, e lidera também a produção de carne com cerca de 11,6 milhões de toneladas ao ano.